# Chincoteague National Wildlife Refuge

Le Chincoteague National Wildlife Refuge est une aire protégée américaine située dans le comté d'Accomack, en Virginie, et le comté de Worcester, dans le Maryland. Ce National Wildlife Refuge de 73,52 km2 a été fondé en 1943.

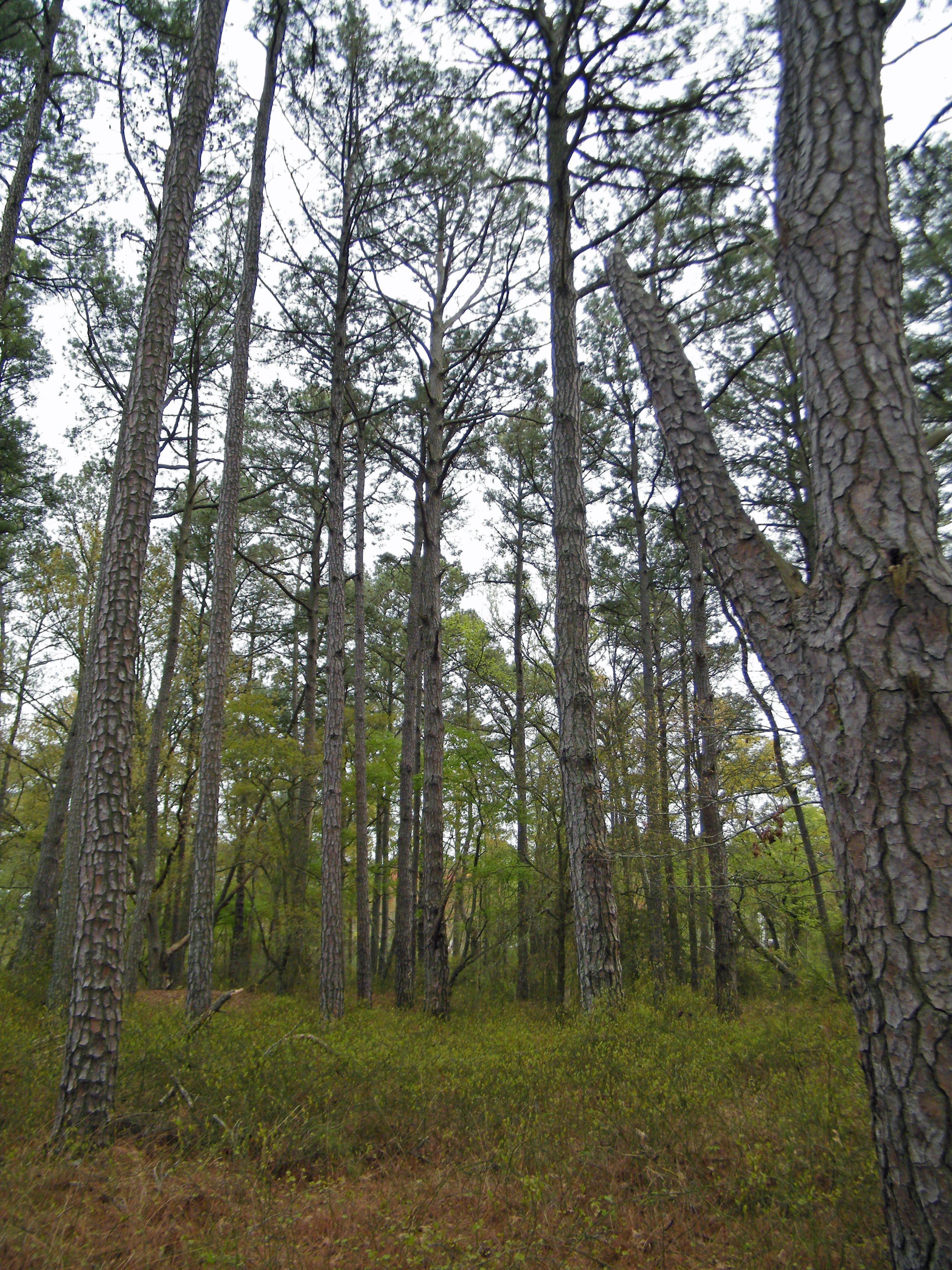
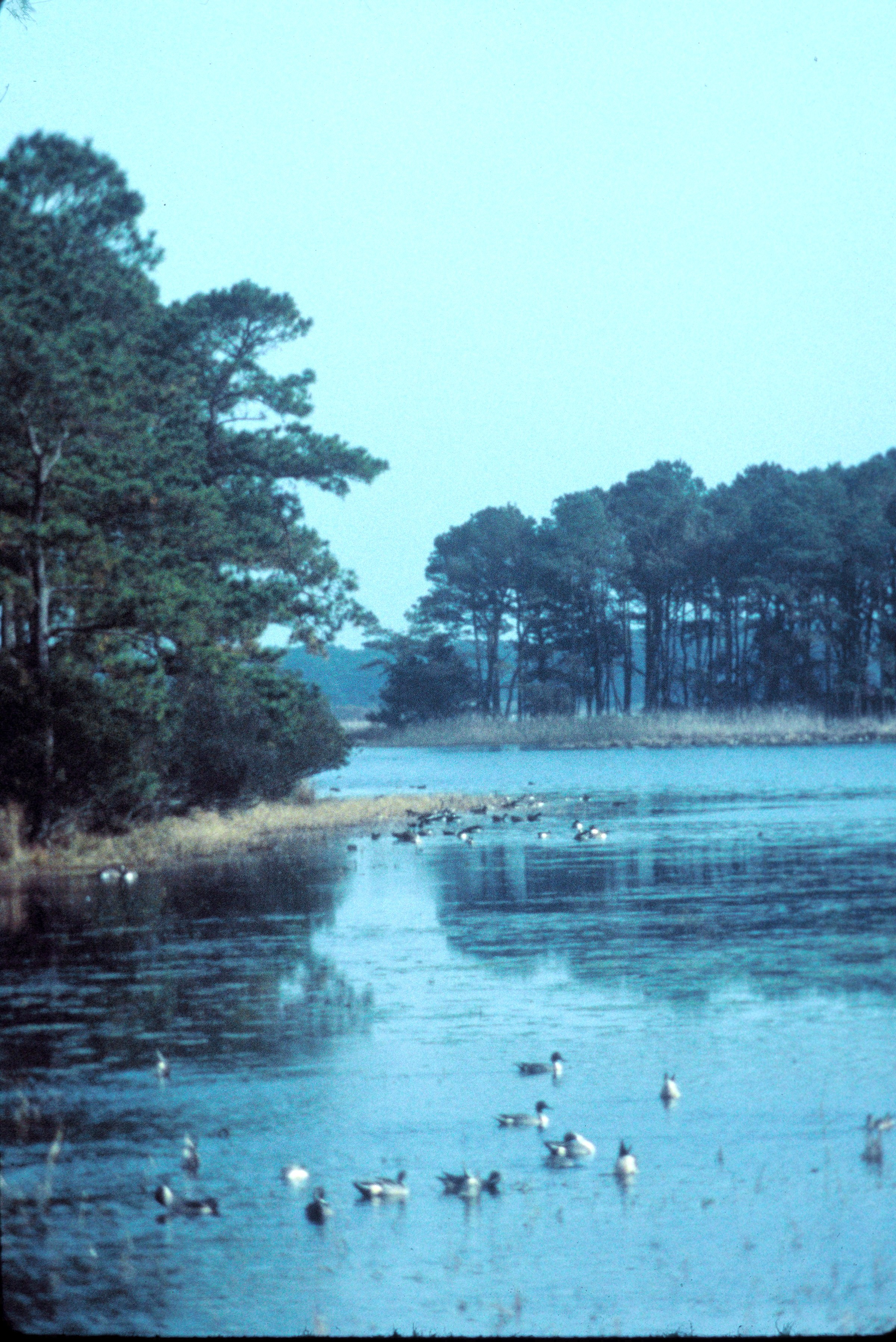
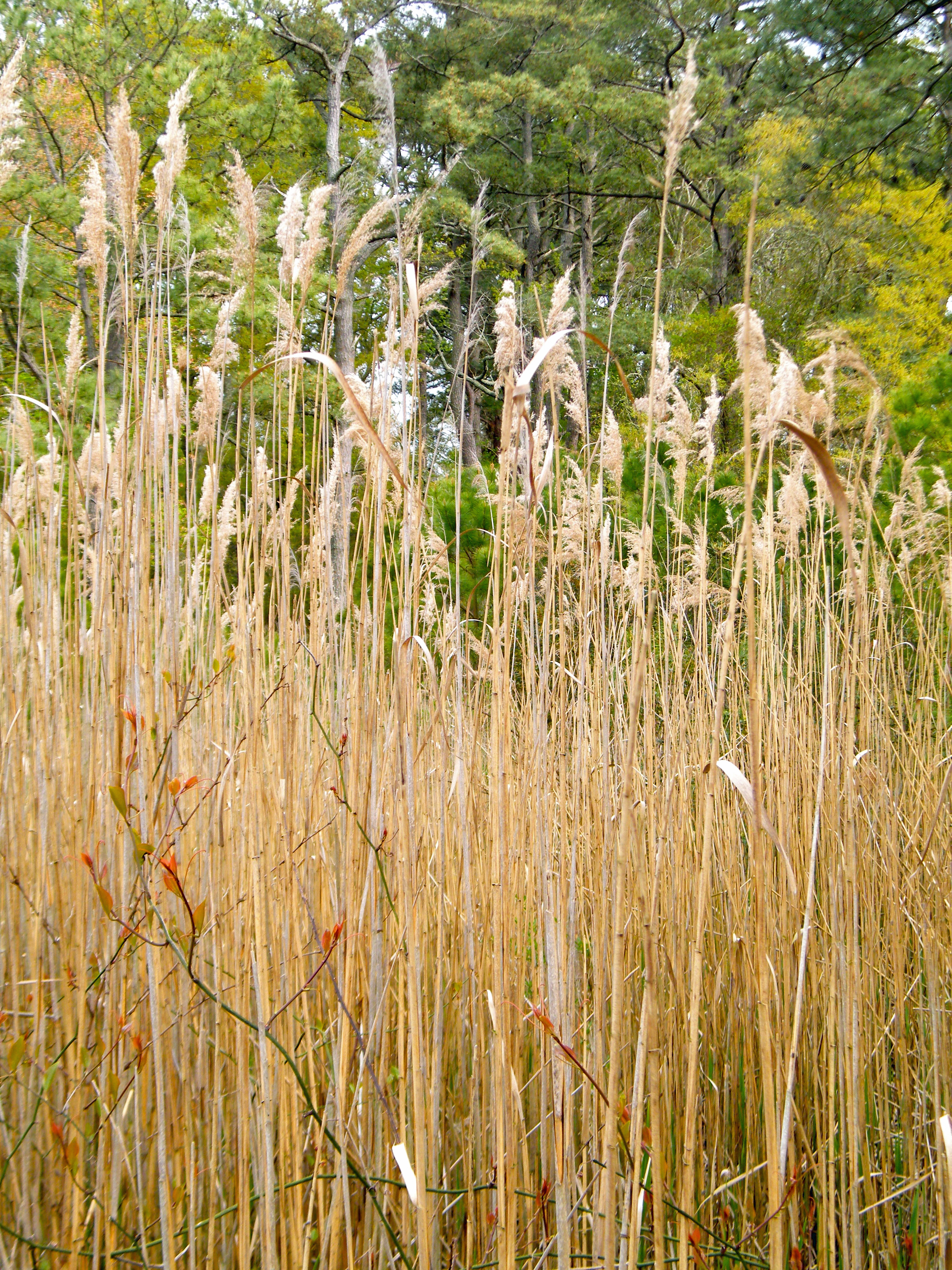
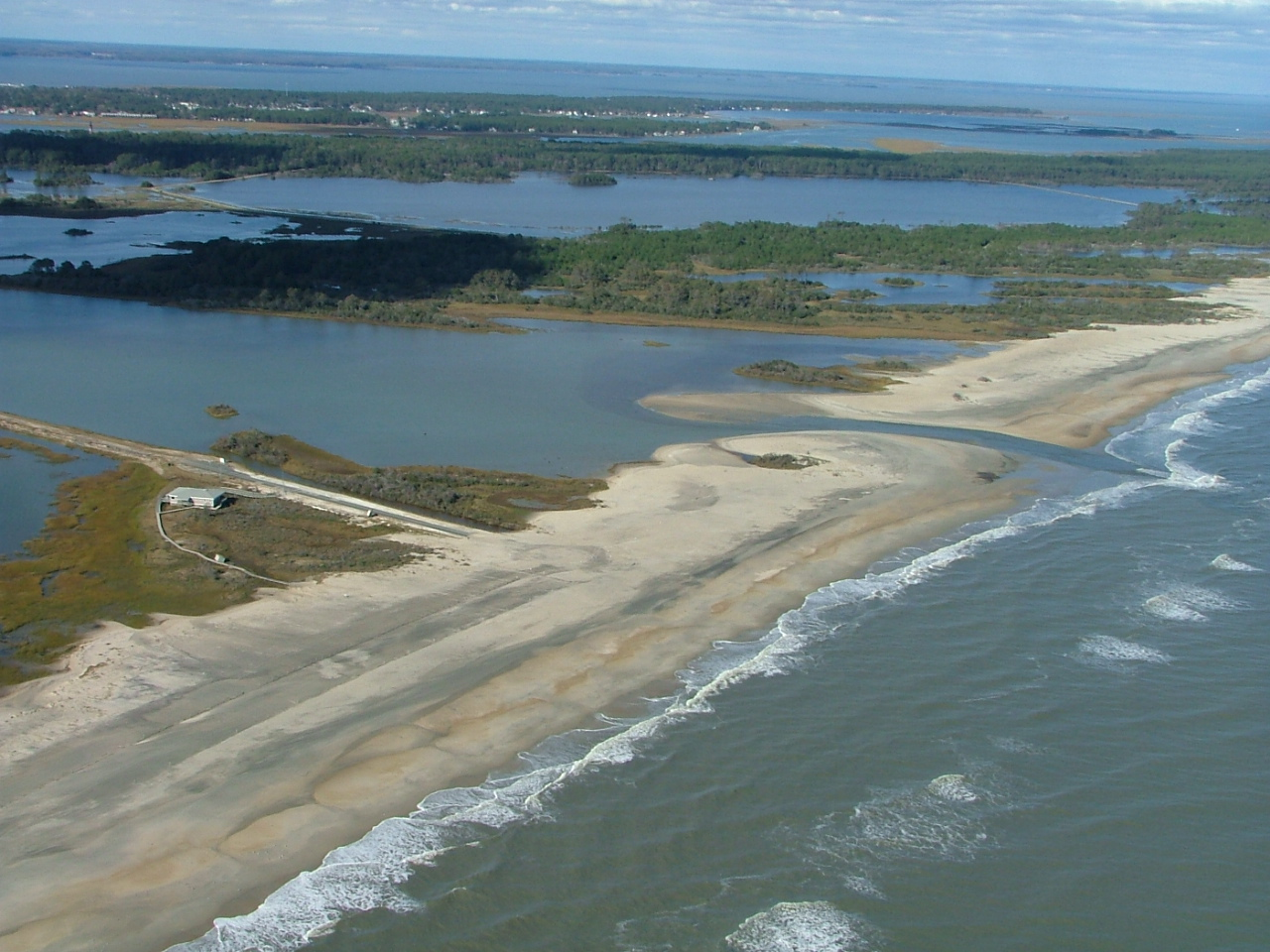
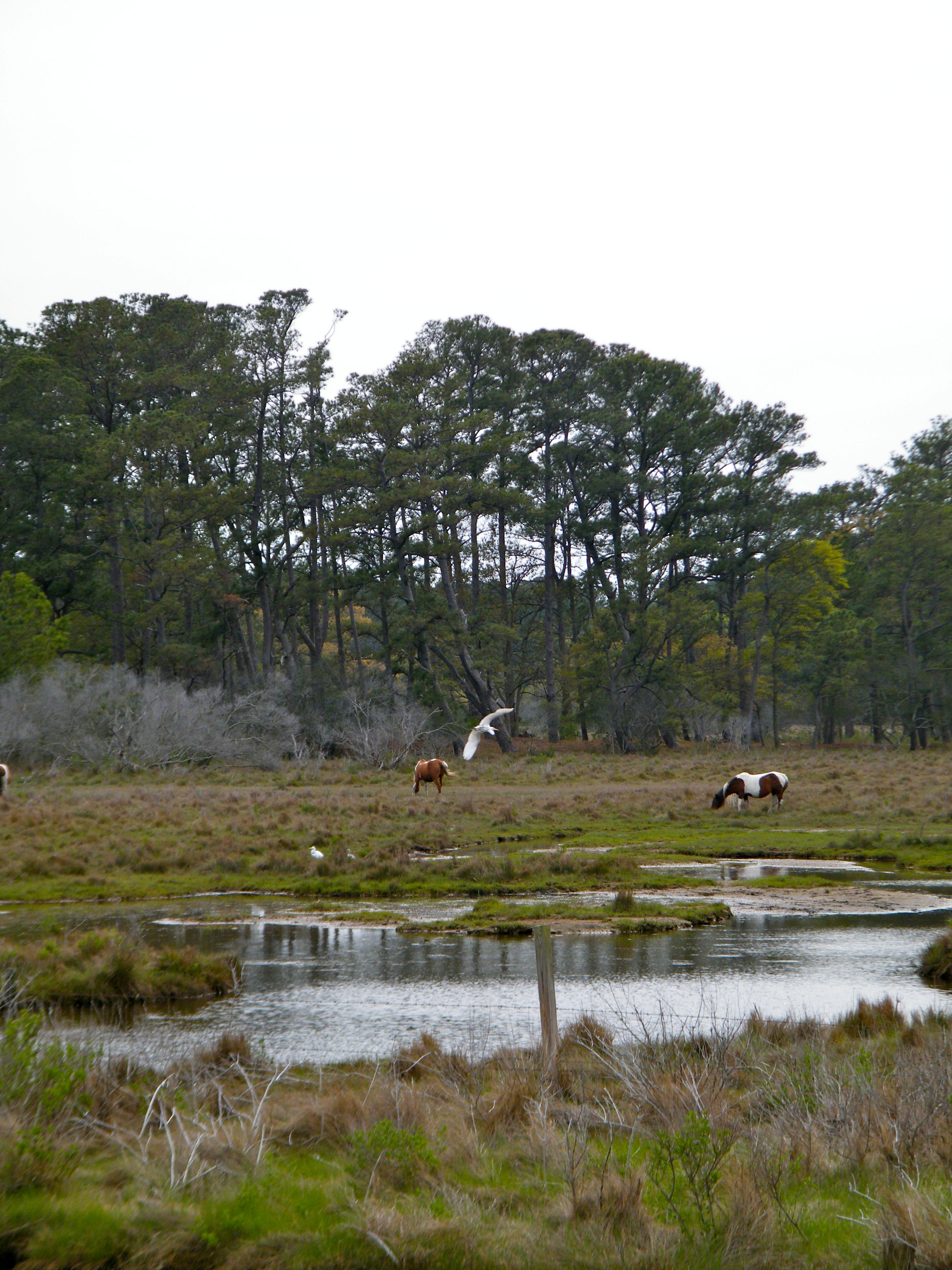
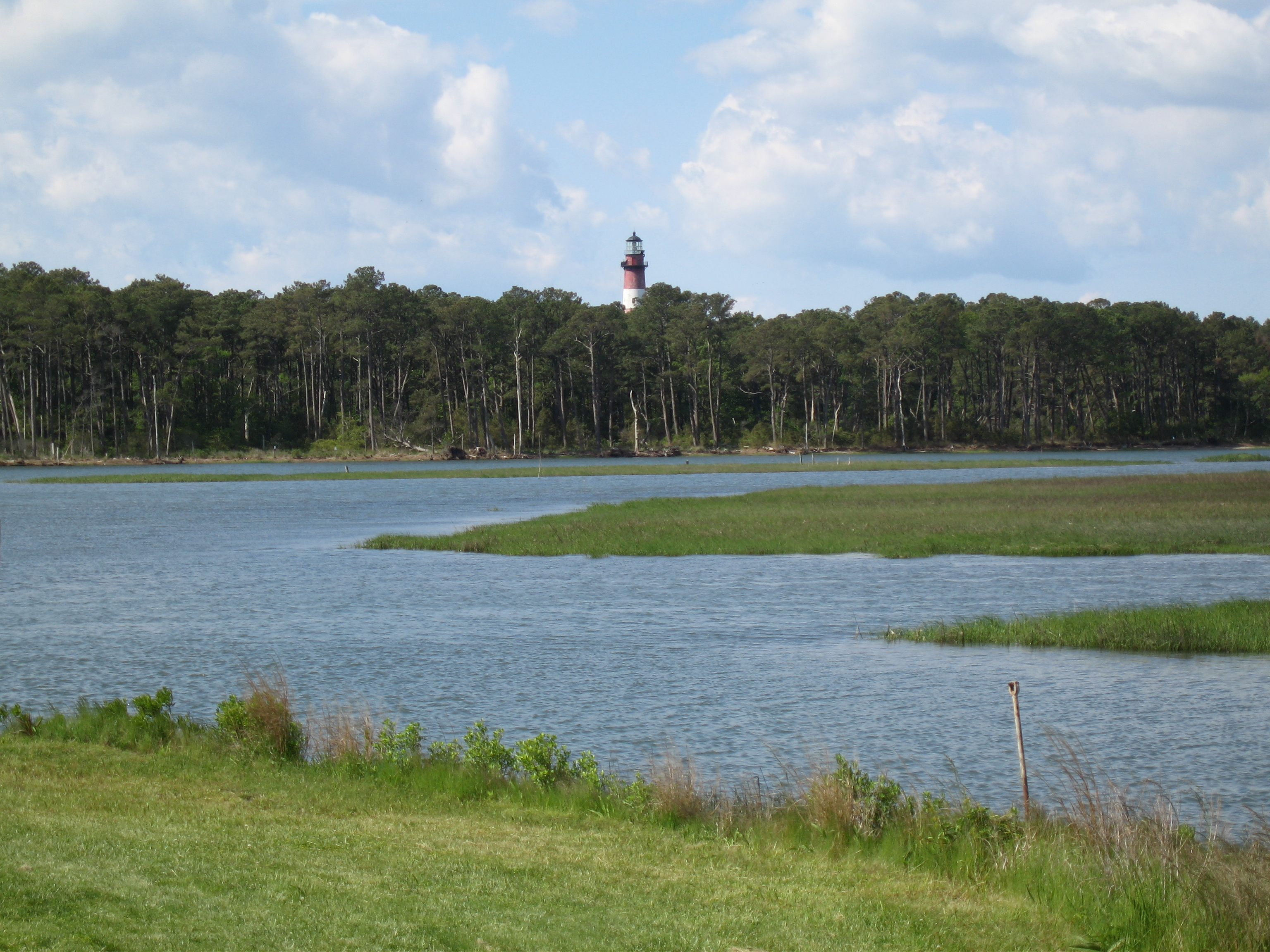

On trouve dans le parc plusieurs sentiers de randonnée plus ou moins longs, parmi lesquels le Woodland Trail.